# Novo Partido Comunista dos Países Baixos
O Novo Partido Comunista dos Países Baixos (Neerlandês: Nieuwe Comunistaische Partij Nederland, NCPN ) é um partido comunista nos Países Baixos. O NCPN foi fundado em 1992 pelos ex-membros do Partido Comunista dos Países Baixos para se opor à fusão do CPN nos GroenLinks. Esses membros são conhecidos como "os horizontais". Através da Stichting HOC (Fundação HOC), o NCPN lança o jornal mensal Manifest .
O NCPN apoia o governo socialista de Cuba , a Revolução Bolivariana na Venezuela e a presidência de Evo Morales na Bolívia. O partido se opôs à invasão do Iraque em 2003 e é contra o neoliberalismo .
Em 2003, o Movimento da Juventude Comunista (CJB) foi fundado como organização política da juventude do NCPN.